# Elecciones municipales de San Martín de 1998
Las elecciones municipales de San Martín de 1998 se llevaron a cabo el 11 de octubre de 1998 para elegir al alcalde y al Concejo Provincial de San Martín para el periodo 1999-2002. La elección se celebró simultáneamente con elecciones municipales en todo el país.

## Sistema electoral
La Municipalidad Provincial de San Martín es el órgano administrativo y de gobierno de la provincia de Moyobamba. Está compuesta por el alcalde y el Concejo Provincial.
La votación del alcalde y el concejo se realiza en base al sufragio universal, que comprende a todos los ciudadanos nacionales mayores de dieciocho años, empadronados y residentes en la provincia de San Martín y en pleno goce de sus derechos políticos, así como a los ciudadanos no nacionales residentes y empadronados en la provincia de San Martín.
El Concejo Provincial de San Martín está compuesto por 11 regidores elegidos por sufragio directo para un período de cuatro (4) años, en forma conjunta con la elección del alcalde (quien lo preside). La votación es por lista cerrada y bloqueada. Para que una lista sea proclamada ganadora debe obtener más del 20% de los votos válidos; en caso ninguna lista logre ese porcentaje, los dos listas más votadas participan en una segunda vuelta o balotaje. Se asigna a la lista ganadora los escaños según el método d'Hondt o la mitad más uno, lo que más le favorezca.

## Composición del Concejo Provincial de San Martín
La siguiente tabla muestra la composición del Concejo Provincial de San Martín antes de las elecciones.
| Partidos | Partidos                                     | Regidores |
| -------- | -------------------------------------------- | --------- |
|          | Lista Independiente N° 5 IDEAS               | 10        |
|          | Acción Popular                               | 6         |
|          | Lista Independiente N° 11 Cambio Democrático | 3         |

## Partidos y candidatos
A continuación se muestra una lista de los principales partidos y alianzas electorales que participaron en las elecciones:
| Candidatura | Candidatura | Partidos y alianzas                                | Candidatos | Candidatos                       | Ideología                                   | Resultado previo | Resultado previo | Ref. |
| Candidatura | Candidatura | Partidos y alianzas                                | Candidatos | Candidatos                       | Ideología                                   | Votos (%)        | Reg.             | Ref. |
| ----------- | ----------- | -------------------------------------------------- | ---------- | -------------------------------- | ------------------------------------------- | ---------------- | ---------------- | ---- |
|             | AP          | Lista - Acción Popular (AP)                        |            | Marina Aguilar Zamora de Arévalo | Humanismo Nacionalismo cívico Reformismo    | 24.30%           | 8                |      |
|             | APRA        | Lista - Partido Aprista Peruano (APRA)             |            | Sin información disponible       | Aprismo                                     | Nuevo            | Nuevo            |      |
|             | VV          | Lista - Movimiento Independiente Vamos Vecino (VV) |            | Rolando Reátegui Flores          | Fujimorismo                                 | Nuevo            | Nuevo            |      |
|             | SP          | Lista - Movimiento Independiente Somos Perú (SP)   |            | Sin información disponible       | Democracia cristiana Conservadurismo social | Nuevo            | Nuevo            |      |
|             | IND         | Lista - Lista Independiente Todos a Una            |            | Sin información disponible       | Localismo sanmartinense                     | Nuevo            | Nuevo            |      |
|             | IND         | Lista - Lista Independiente Juntos Sí Podemos      |            | Sin información disponible       | Localismo sanmartinense                     | Nuevo            | Nuevo            |      |

## Resultados

### Sumario general
|                        |                                            |              |              |              |           |           |
| Partidos y coaliciones | Partidos y coaliciones                     | Voto popular | Voto popular | Voto popular | Regidores | Regidores |
| Partidos y coaliciones | Partidos y coaliciones                     | Votos        | %            | ±pp          | Total     | +/−       |
|                        | Acción Popular (AP)                        | 27,205       | 52.49        | +24.37       | 7         | +1        |
|                        | Movimiento Independiente Vamos Vecino (VV) | 19,250       | 37.14        | Nuevo        | 4         | +4        |
|                        | Partido Aprista Peruano (APRA)             | 2,432        | 4.69         | n/a          | 0         | ±0        |
|                        | Movimiento Independiente Somos Perú (SP)   | 1,884        | 3.64         | Nuevo        | 0         | ±0        |
|                        | Lista Independiente Todos a Una            | 874          | 1.69         | n/a          | 0         | ±0        |
|                        | Lista Independiente Juntos Sí Podemos      | 182          | 0.35         | n/a          | 0         | ±0        |
|                        |                                            |              |              |              |           |           |
| Total                  | Total                                      | 51,827       |              |              | 11        | –8        |
|                        |                                            |              |              |              |           |           |
| Votos válidos          | Votos válidos                              | 51,827       | 92.38        | +8.31        |           |           |
| Votos en blanco        | Votos en blanco                            | 1,308        | 2.33         | –5.41        |           |           |
| Votos nulos            | Votos nulos                                | 2,964        | 5.28         | –2.91        |           |           |
| Votos emitidos         | Votos emitidos                             | 56,099       | 79.47        | +4.11        |           |           |
| Abstenciones           | Abstenciones                               | 14,491       | 20.53        | –4.11        |           |           |
| Votantes registrados   | Votantes registrados                       | 70,590       |              |              |           |           |
|                        |                                            |              |              |              |           |           |
| Fuente:                |                                            |              |              |              |           |           |

## Elecciones municipales distritales

### Resultados por distrito
La siguiente tabla enumera el control de los distritos de la provincia de San Martín. El cambio de mando de una organización política se resalta del color de ese partido.
| Distrito             | Alcalde(sa) titular        | Partido político | Partido político          | Alcalde(sa) electo(a)       | Partido político | Partido político |
| -------------------- | -------------------------- | ---------------- | ------------------------- | --------------------------- | ---------------- | ---------------- |
| Alberto Leveau       | Luis Huamán Torres         |                  | Lista Independiente N° 11 | Luis Huamán Torres          |                  | Vamos Vecino     |
| Cacatachi            | Luis Inga Rodríguez        |                  | Lista Independiente N° 7  | Javier Flores Arévalo       |                  | Vamos Vecino     |
| Chazuta              | Roberto Saurín Apagüeño    |                  | Lista Independiente N° 11 | Fredy Alvarado Garazatua    |                  | Acción Popular   |
| Chipurana            | Segundo Torrejón Góngora   |                  | Lista Independiente N° 11 | Jorge del Castillo Torrejón |                  | Acción Popular   |
| El Porvenir          | Silverio Reátegui Araujo   |                  | Lista Independiente N° 3  | Herman Jáuregui Tejada      |                  | Todos a Una      |
| Huimbayoc            | Segundo Pinedo Santin      |                  | Lista Independiente N° 11 | Segundo Pinedo Santin       |                  | Acción Popular   |
| Juan Guerra          | Eloy Paredes Paredes       |                  | Lista Independiente N° 5  | Roberto Saavedra del Águila |                  | Vamos Vecino     |
| La Banda de Shilcayo | Julio Fasanando del Águila |                  | Lista Independiente N° 29 | Juan Salas Arévalo          |                  | Vamos Vecino     |
| Morales              | Humberto Pinedo Dávila     |                  | Lista Independiente N° 5  | Jeiger Arévalo Salas        |                  | Acción Popular   |
| Papaplaya            | Segundo Ruiz Reátegui      |                  | Acción Popular            | Miguel Gómez Grández        |                  | Los Maiceros     |
| San Antonio          | Diego Tafur Lozano         |                  | Lista Independiente N° 5  | Linder Reátegui Cueva       |                  | Somos Perú       |
| Sauce                | José del Águila García     |                  | Acción Popular            | Gomer Linares Gonzales      |                  | Vamos Vecino     |
| Shapaja              | Faustino Reátegui Marín    |                  | Lista Independiente N° 5  | Víctor Arévalo Rodríguez    |                  | Acción Popular   |